# Rabindra-Sarobar-Stadion
Das Rabindra-Sarobar-Stadion ist ein Fußballstadion in der indischen Stadt Kalkutta, Bundesstaat Westbengalen. Es ist die Heimspielstätte des Fußballvereins Tollygunge Agragami in der Calcutta Football League. Der Naturrasenplatz wurde 1961 eröffnet. Die mit Flutlicht ausgestattete Anlage ist für 22.000 Zuschauer ausgelegt. Das Spielfeld ist vom Zuschauerraum durch einen mit Stacheldraht gesicherten Zaun abgetrennt.
Überdies ist es die Spielstätte von Atlético de Kolkata, der in der Indian Super League spielt.
Während der Saison 2017 der I-League war zudem es Austragungsort mehrerer Spiele des Mohun Bagan AC.